# Ötvösség

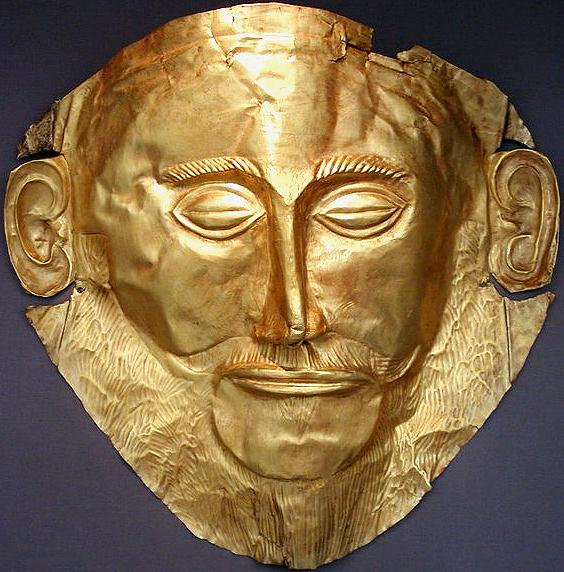
Mükénéi maszk aranyból, Archeológiai Múzeum, Athén

Az ötvösség vagy ötvösművészet, részben az éremművészet is, az iparművészet körébe tartozik, amely a fémeknek főleg kézi erővel való művészi megmunkálását jelenti.
A nemesfémekkel az ötvösség, az éremművészet és az ékszerművesség foglalkozik. Egyéb fémekkel a bronz-, ón-, réz- és vasművesség. Az ötvösség fogalma a fémművesmunka legnemesebbjeinek, az arany- és ezüstművességnek kézműves tradícióit és jellegzetes tárgytípusait foglalja magában. Az igen kevéssé szerencsés, tautologikus „tűzzománc” névnél a szimpla „zománc” kifejezés találóbb, mely a fémművészet egyik nagy kategóriája. A fémművesség hagyományos műfajai: 1.) az ékszerek 2.) a használati díszedények 3.) a nagy művészetek körébe tartozó tárgyak (pl. épületek, diadalívek, monumentális szobrok) nemesfémmel (arannyal vagy ezüsttel) való díszítése.  Szűkebb értelemben a használati dísztárgyak, kegytárgyak, díszedények tartoznak az ötvösség körébe, külön ágazat az ékszerművesség és a nemesfémmel való dekoratív művészet.
A fémművesség műfaji fogalma egyre tágabb, az anyagismeret azonban biztos kiindulópontot jelent a tárgyalkotás legkülönfélébb irányzatai számára is. Ami pedig az ékszerkészítés nagy nemzetközi trendjeit illeti, a hazai tervezőművészek ékszereiről általánosan elmondható, hogy épp azt példázzák, hogyan lehet a hagyományok alkotó továbbvitelével izgalmas új műveket létrehozni, amelyek a látszólagos konzervativizmusuk ellenére többek, mint a ruhán viselt kisplasztikák.
A nemesfémből készített érem tervezése, mintadarabjának elkészítése az éremművészet körébe tartozik. Éremművészek lehetnek ötvösök, de mára már nagy többségében inkább szobrászművészek alkotnak ezen a területen.

## Használati dísztárgyak története a reneszánszig
Írott források és falfestmények bizonyítják, hogy arany- és ezüstedények az észak-afrikai, kelet- és közép-ázsiai népeknél is nagy számban fordultak elő, sőt amikor az arany bőségben állt rendelkezésre, akkor egyes épületrészeket, falakat, oszlopokat, bútorokat, kocsikat is vékony, kalapált aranylemezekkel vontak be. Időközben az arany nagy értékké vált, s emiatt ezekből szinte semmi nem maradt ránk. Sőt még a görög ötvösségből is szórványos emlékek maradtak meg, holott feljegyzésekből a görög ötvösség számos termékét és ötvösművészét ismerjük. Ránk inkább gyarmati vagy görög-római darabok maradtak. Az aranynak az a bősége, amellyel a mükénéi királysírokban találkoztunk, s amelynek az ékszerek roppant tömegét köszönhetjük, az már a történelmi Görögországban nem volt meg.
A görög kulturális területek különleges helye Mükéné, amelyet már Homérosz is „sokaranyú”nak nevezett. Ezt az aranyat 1876-ban kezdte el keresni Schliemann és felesége, meg a görög kormány képviseletében Sztamakatisz.  Öt sírt tártak fel óriási mennyiségű leletanyaggal, fejékek, serlegek, tőrök, melltűk, aranymelldíszek és aranymaszkok kerültek elő. E leletek többségét ma megtekinthetjük az athéni Archeológiai Múzeumban. Láthatjuk, hogy e leletek nemcsak anyagukban értékesek, hanem egyben a korabeli ötvösség remekei is. A görögök a perzsa háborúkig aranyból csak ékszereket készítettek, edények készítéséhez legfeljebb ezüstöt használtak. A perzsa háborúk gazdag aranyzsákmányából nyert aranyat is főleg csak állami célokra használták, néhány istenszobor megrendelése adott csak munkát az ötvösöknek.
A rómaiak ötvösművészete eleinte az etruszk, később a görög formákat utánozta, a fokozódó aranyban való gazdagság és a pompaszeretet azonban egyre inkább súlyosabb aranytárgyak előállítására törekedett, melynek következtében a művészi megmunkálás igénye háttérbe szorult. Olyan nagy volt a szükséglet arany- és ezüstedényekre, hogy azokat gyári úton, Rómában állították elő. A gyárilag előállított edények közt igen igényesen tervezettek is vannak, ezüstedényeket, pl. ivókupákat rendszerint domborműszerűen emberi alakokkal díszítenek. A legtöbb gyári készítmény a kedvelt görög formák utánzata, s közepes minőségű a művészi kivitel tekintetében.
A bizánci ötvösség formáit a keleti fényűzés és a diadalmaskodó hit adta meg. A 4. századtól kezdve az új isten templomait gazdagon díszítették ötvösművekkel. A falakat, oszlopokat arannyal burkolták. Az uralkodók számos nehéz aranyból vagy ezüstből készített, színpompás zománccal bevont, drágakövekkel vagy niellóval díszített kelyhet, keresztet, paténát, gyertyatartót, keresztelőmedencét és könyvkötést ajándékoztak az egyháznak. Hasonló pompával készültek a profán világi edények is, de a nemes anyag megbecsülése miatt a művészi kivitel itt is háttérbe szorult éppen úgy, mint korábban a rómaiaknál. Majd jött a képrombolás és a török dúlás, amely igen elbánt a mérhetetlen kincsekkel, de még mindig megmaradt annyi a bizánci kultúrából, hogy képet alkothassunk a bizánci ötvösségről. Kivált a velencei Szent Márk-székesegyház kincsei elsőrendű fontosságú emlékek.
Az északi országokban az ötvösséget kizárólag a kolostorokban művelték. Mind a román, mind a gótikus művészet idején az ötvösök fő feladata a templomok díszítése volt, az ötvösművészek is az egyháziak közül kerültek ki. Ebből a korból is kevés emlék maradt ránk (Tassilo-kehely, Arnulf-oltár, Párizsban a St. Germain des Pres templom gótikus ereklyetartója, rajnai templomok kincsei). Az alakos díszek a bizánci formavilágból származnak, a kehelytartók a román építészeti formavilágból merítik motívumaikat. A korai munkák színezettek, a későbbieken már érvényesül a tiszta fémfelület is.
Franciaországban már a 11. században is találunk a zárdák falain kívül is ötvösművészeti alkotásokat. Az egyházi művészet a sant-denisi Suger apát (1120–1150) nevéhez kötődik, míg Itáliában a Monte Cassino-i Desiderius apát készítette a templomok számára az ötvösmunkákat bizánci stílusban. A gótikus stílus fellendülése nagy hatással van az ötvösművészetre is az Itáliától északra eső területeken. A templomi tárgyakon kívül a világi jellegű nemesfémtárgyakat is elborítják a gazdag gótikus motívumok. A gótikus korszakból kevesebb világi mű maradt fenn, mint egyházi. A megmaradt világi darabok közt legtöbb a sótartó, a nagyméretű asztali dísz (állat-, szörnyalakok, hajók vagy épületek). Ivóedénynek ezüstbe foglalt elefántcsontagyarakat használtak, vagy ennek formájára ezüstből készítették az egész ivóedényt. Közben a gótikus stílus korszakában maga az ötvösművészet is sokat változott, háttérbe szorul a zománc, a fém a maga mivoltában érvényesül, felületét véséssel díszítik, kialakítva így a felületen egy mély domborművet. Közben az olaszok előszeretettel készítettek nemesfémekből szobrokat és alakos domborműveket, amelyek már a nagyművészet körébe tartoznak.

## Használati dísztárgyak története napjainkig

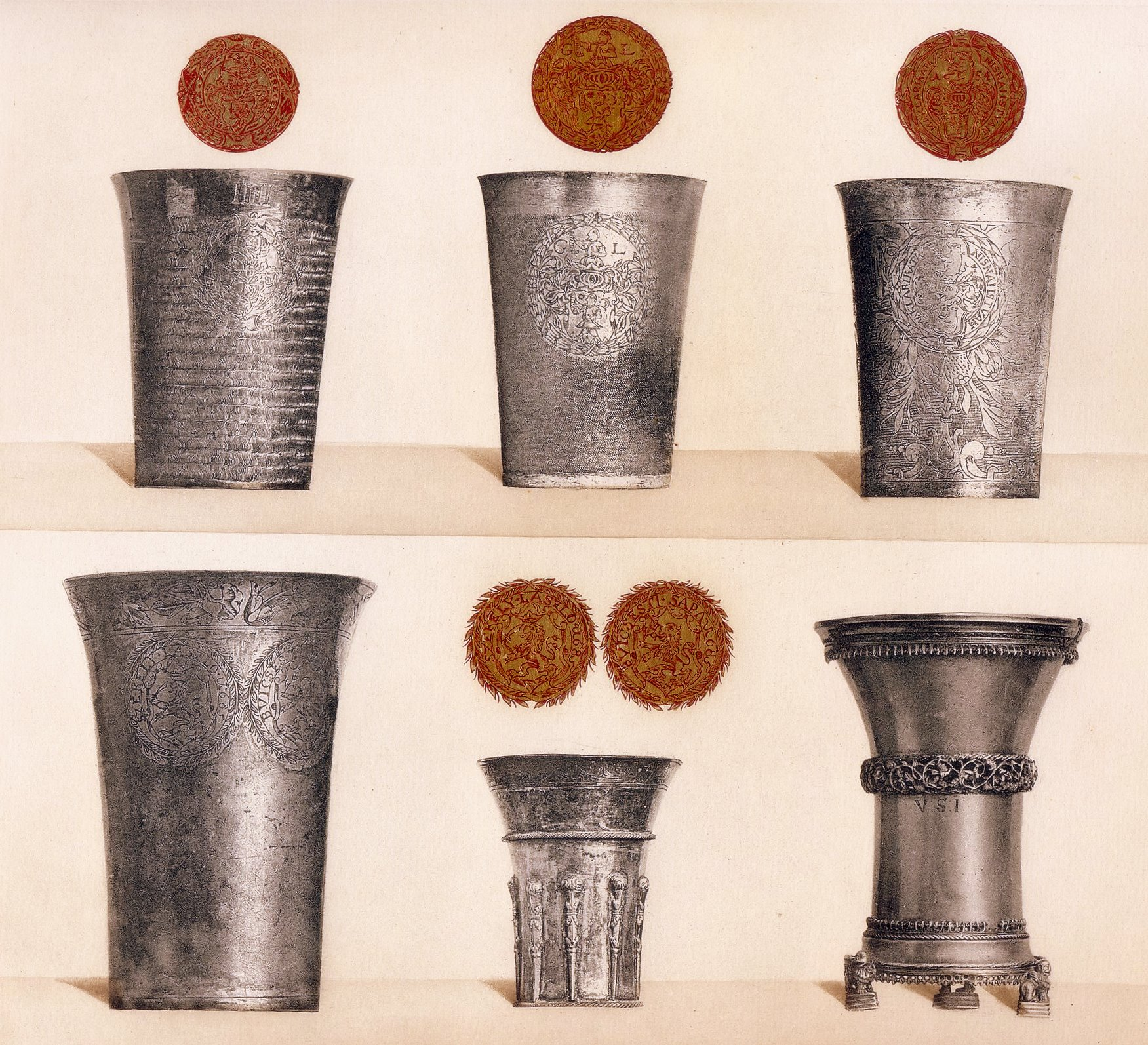
Ezüst ivópoharak címerrel (15–17. század) MNM

A reneszánsz idején kiváló képzőművészek foglalkoztak ötvösművészettel is, ez a tény nagyon fellendítette e művészeti ágat. Az antik időkről nem nagyon volt ekkor még előképük, az edények formáit és díszét így főleg agyagedényekről másolták, az agyagedények festését a nemesfémen domborművekkel, elsősorban lapos domborművekkel helyettesítették. A 15. század kiváló művészei, akik ötvösművészettel is foglalkoztak: Michelozzo, Luca della Robbia, Andrea Verrocchio, Antonio Pollaiuolo, Domenico Ghirlandaio. A 16. században is számos nagy művész készített ötvöstárgyakat, néhány a legkiválóbbak közül: Caradosso, Marco Dente, Valerio Vicentono, Benvenuto Cellini.
A Hanza-szövetség (13–17. század) fennállása idején a virágzó Hanza-városok kedveztek az ötvösművészetnek is, kivált a reformáció beköszöntével egyre több világi jellegű igényt kielégítő ötvösmunkára volt szükség. A templomi kegytárgyak előállításához szokott ötvösök nehezen boldogultak eleinte a világi tárgyakkal, de nagyon sokat segítettek az ornamentstichek, azaz a díszítménytervek, amelyeket gyakran elsőrendű reneszánsz mesterek (Hans Holbein, Virgil Solis, Hans Beham) állítottak elő rézmetszeteken például ötvösök számára. A díszítménytervek segítségével maguk az ötvösök is könnyedén alkottak további egyedi darabokat.
Német eredetűek többnyire a német ivóedények, mint pl. a menyasszonyi serlegek, állatalakok, a németül Trinkspielennek nevezett nagy, plasztikus, mechanizmussal ellátott italtartók, a kupák. A díszedények közül a harangvirágserleg igen gyakori forma. Kazetták és bútorok is tárgyát képezték az ötvösségnek, legszebb példánya ennek az ágnak a pommerániai díszítmény. A leghíresebb német ötvösművész W. Jamnitzer, neki tulajdonították a legtöbb német reneszánsz ötvösmunkát, de sok kiváló mester dolgozott még ezen a területen: Hans Pezolt, Melchior Bayr, Hans Lenker, Christoph Ritter. Augsburgban hírnevesek lettek az Atterstetterek, Mathias Walbaum, Denkerek, Drendwett, Hamburgban Vlindt és Anton Eisenholdt és még sokan mások a kisebb városokban is.
Franciaországban már a 16. században készültek antik ízlésű nemesfémtárgyak egyházi és világi jellegűek is, azonban csak ábrázolásokból és leírásokból ismerjük azokat, mert a későbbi háborúk során beolvasztották. A 16. század nemesfémművészetére jellemző, hogy a kristályt, a féldrágaköveket, az egzotikus termékeket (kagylók, strucctojás, kókuszdió) szívesen foglalja gazdag keretekbe. Az edény testét rendszerint az egzotikus darab képezi, amelyet véséssel és faragással díszítenek, a foglalat finom és többnyire szerény, hogy a különleges anyagot érvényre juttassa, így keletkeztek a nautilus- és kókuszserlegek és a pompás kristályú díszedények. A 17. században ezek kimentek a divatból, importárukkal pótolták azokat.
A 17. században egész Európában a barokk formák érvényesülnek. A nagyméretű és gazdagon díszített nemesfémtárgyak nehezebbekké válnak. A kedvelt motívumot, a gazdag virágfüzéreket magas reliefben trébelik. A templomi tárgyakat aranyozzák, de az asztali ezüst megtartja természetes színét. A díszedények megszűnnek, virágok, gyümölcsök, gyertyák befogadására teszik őket alkalmassá. A nagy, nehéz formák sok nemesfémet igényelnek, a ragyogás, a csillogás, a pompa szeretete ismét trébelt lemezekkel átvont vagy tömör ezüstből készült keretek és bútorok előállításához vezet.
A rokokó könnyű, játékos formái a nemesfémművészetben is érvényre jutottak, de a velük járó aszimmetria kevésbé felelt meg a stabilitást kívánó ötvösmunkáknak, így inkább a porcelán formáit utánozták ebben a korban. XVI. Lajos korának klasszicizáló, nyugodt formái az ezüstnek nagyon megfeleltek és még az empire stílus idején is diszkrét díszítésű ezüst tárgyak jellemzik az igen elterjedt és inkább polgári jellegű ötvösséget.
A 19. században a klasszicizmus után, mintegy a század közepétől a régi stílusok utánzásában merül ki az ötvösművészet is, a többé-kevésbé ízléses készítményeket gyári úton termelik, majd a század legvégén és a 20. században nemesedik ismét az ipar. Egyéni, modern művészek által rajzolt formák után termelnek olyan darabokat, melyeknek a használhatósága is megfelelő, s a fémformák is hangsúlyozottabbak. A 20. század második felében a nemesfémeket templomokban, régi épületek restaurálásánál, s a modern stílusirányzatokhoz kapcsolódó ötvösmunkák mellett egyre inkább ékszerek készítésére használják.

## A hazai ötvösség rövid története

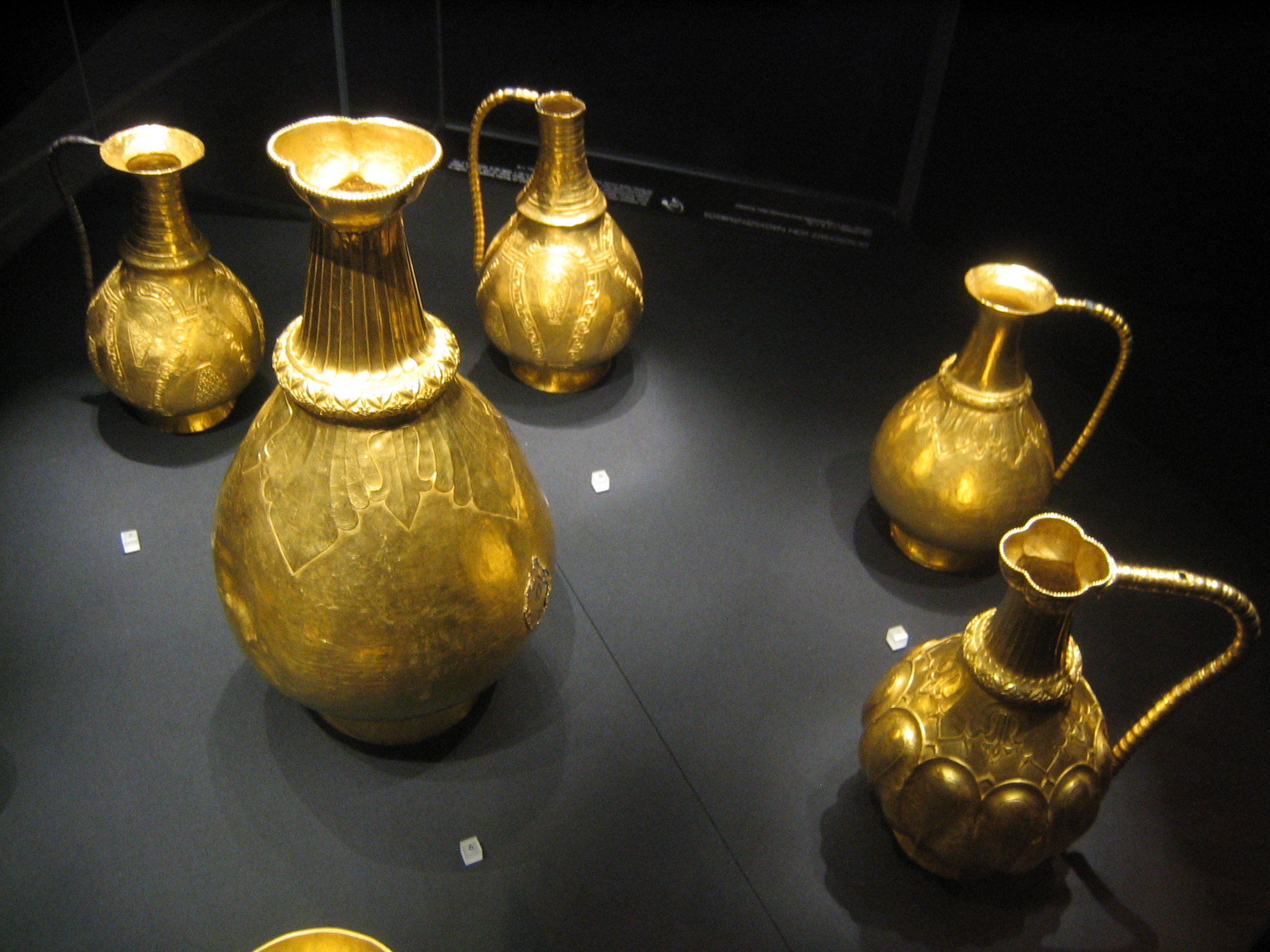
A nagyszentmiklósi aranykincsekből

Az ötvösművészet szempontjából 1799-ben páratlan esemény történt a történelmi Magyarország területén: előkerültek a nagyszentmiklósi aranykincsek. Színaranyból készült ötvösmunkák, amelyek az avar kor folyamán készülhettek, s a 8. vagy a 9. századtól nyugodtak rejtekhelyükön. A 23 darabból álló gyűjtemény ma Bécsben, a Kunsthistorisches Museumban található.
Magyarországon a 15. századtól kezdve virágzott az ötvösművészet, főleg a Felvidéken és Erdélyben. Külön említést érdemelnek a 15. századból a gótikus ízlésben készült kelyhek, amelyeket speciális magyar díszítő eljárással, a sodronyzománccal díszítettek. A 16. században Nürnberg és Augsburg ötvöseinek hatása alatt dolgoztak az itthoniak, legjobb a kassai Anthonius mester, a lőcsei születésű Khuen János.
A 17. században a barokk stílus égisze alatt alkotó hazai ötvösművészek: Zomor Mihály, Hahn Sebestyén, a kassai Lippai János, a selmeci Weigl Bertalan. A 18. században a lőcsei Szilassy János, a 19. század első felében a pesti Giergl Alajos, a besztercebányai Libay Sámuel és Szentpétery József ötvösművészete volt híres. A 19. század végén Hibján Samu és Tarján (Huber) Oszkár készítettek részben történeti stílusú, részben modern törekvésű ötvösműveket. Háry Gyula kitűnő rajzokat készített ötvös munkákról, amelyekről aztán fa- vagy rézmetszetek készültek, melyeket a milleniummi kiadványokban közöltek 1896-ban.
A 20. század elején Zutt Richárd ötvösművész teremtett új, modern iskolát, német hatás alatt. Az éremművészet első jelentős hazai alkotója Beck Ö. Fülöp ötvös-éremművész volt, de öccse, Fémes Beck Vilmos (1885–1918) ötvös-éremművész is jelentős alkotó volt. Mindketten az Iparművészeti Iskolában ötvösséget és mintázást tanultak. Néhány híres magyar ötvös: Csajka István, Teván Margit, Engelsz József, Percz János.
1956 után fiatal ötvösök elsőként hozták létre saját szervezetüket, amikor 1958-ban megalakították az Ötvös Stúdiót. Tagjai: Péri József, Máté János, Nagy József, Szabó Gyula, Dömötör László, Barabás Lajos, Engelsz József, Tóthfalusi László. 1967-ben fordulat következett be a fémművészetben. A változásokat Nagy József, Jajesnicza Róbert, Juhász Árpád hozta; a szobrász vált ötvössé. A fordulat előfutára, első ismert alakja id. Szlávics Lászlóvolt, aki már iparművészeti főiskolai tanulmányai során, az 1950-es években elsőként foglalkozott figurális lemezszobrászattal. Egyik első ilyen alkotását a Magyar Nemzeti Galéria szoborgyűjteménye őrzi (Spartacus portrészobor). A monumentális, nagyméretű lemezszobrászat megteremtésében, az ötvös végzettségű id. Szlávics László mellett, a szobrász Makrisz Agamemnon volt az első, aki meghatározó szerepet játszott. Az 1980-as évektől már ötvösök készítettek fémbútorokat (Tagyi Zoltán, Szedleczky Rudolf, Flam Ferenc), világítótesteket (Házi Tibor, Radnóti György, Nádai Tibor).
Az eredményeket jól mutatták a rangos kiállítások, biennálék. 1996-ban rendezték meg az első Kortárs Ötvösművészeti Biennálét a ráckevei Savoyai-kastélyban. A biennále megismétlődött 1998-ban és 2000-ben. 2000-ben a győri Városi Művészeti Múzeum a kortárs magyar ötvösművészetet elemző „Mesterek és tanítványok” című kiállítást mutatott be.
Ezen a területen a Moholy-Nagy Művészeti Egyetem nyújtja az egyetlen felsőfokú diplomaszerzési lehetőséget. Középfokú végzettség Budapesten, többek között a Képző- és Iparművészeti Szakközépiskolában is szerezhető.